# Музеї Праги
Музеї Праги:
| Назва                                       | Розташування                                                         | Сторінка в інтернеті                                                                               | Короткий опис | Зображення |
| ------------------------------------------- | -------------------------------------------------------------------- | -------------------------------------------------------------------------------------------------- | --- | ---------- |
| Національний музей                          | Прага 1, Вацлавська площа, 68                                        | https://web.archive.org/web/20190613123711/https://www.nm.cz/                                      | Найбільший і найстаріший чеський музей, заснований у 1818 році. Розташований в будівлі, зведеній у новоренесанському стилі. Постійні експозиції: Доісторичний період в Чехії; Моравії і Словаччині; Мінералогічна і петрологічна; Зоологічна; Палеонтологічна; Антропологічна.                                                                 |            |
| Національна галерея                         | Прага                                                                | | |            |
| Чеський музей музики                        | Прага 1, вул. Кармелицька, 2/4                                       | https://web.archive.org/web/20080914144334/http://www.nm.cz/naprstkovo-muzeum/                     | Постійна експозиція: «Людина — інструмент — музика» (нотний матеріал, рідкісні музичні інструменти, старі грамофонні пластинки), можливість почути оригінальні записи творів, що були зіграні на виставлених старовинних музичних інструментах.                                                                                                |            |
| Музей Бедржиха Сметани                      | Прага 1, Новотнього лавка, 1                                         | https://web.archive.org/web/20080416062837/http://www.nm.cz/ceske-muzeum-hudby/bedrich-smetana.php | Постійна експозиція: Життя і творчість Бедржиха Сметани — відомого чеського композитора і диригента. |            |
| Музей Антоніна Дворжака                     | Прага 2, вул. Ке Карлову, 20                                         | https://web.archive.org/web/20080123165617/http://www.antonin-dvorak.cz/                           | Музей є частиною Чеського музею музики. З 1932 року він знаходиться в будівлі літнього палацу в стилі бароко побудованого за проєктом архітектора К. І. Дізенхофера. Експозиція присвячена життя і творчості Антоніна Дворжака. |            |
| Пам'ятник Ярославу Єжеку                    | Прага 1, вул. Капрова, 10                                            | | Постійна експозиція: Синя кімната — оригінальна кімната в приватній квартирі, оформлена в стилі функціоналізму архітектором Францишком Зеленком, в якій жив Ярослав Єжек — один із найвідоміших композиторів 20 століття. |            |
| Музей скульптур (Лапідарій)                 | Прага 7, павільйон 422                                               | | Постійна експозиція: Чеська скульптура 11—19 століть |            |
| Аптека Дітріх «У Золотого Лева»             | Прага 1, вул. Нерудова, 32                                           | | Експозиція історичних аптек. |            |
| Палац Кінських                              | Кінського заграда, 98                                                | | Фолкльорна експозиція: національні костюми, маблі, кераміка, предмети побуту, народне мистецтво — різьба по дереву, живопис на склі, вишивки, народні традиції. |            |
| Музей Напрстка                              | Прага 1, Бетлемська площа                                            | https://web.archive.org/web/20081021095940/http://www.aconet.cz/npm/                               | Зібрання пам'яток мистецтва азійської, африканської та американської культур, культур Австралії і Океанії. |            |
| Музей столиці Прага                         | Прага 8, вул. На Поріччі, 52                                         | http://www.muzeumprahy.cz [Архівовано 28 липня 2014 у Wayback Machine.]                            | Постійна експозиція музею присвячена історії міста: Прага з доісторичних часів і в епоху раннього, зрілого і пізнього середньовіччя; празький ренесанс і бароко. Тут представлені старі карти і фотографії численних пам'ятників; Лангвайлова модель Праги 1826—1837 років — унікальна пластична реконструкція із паперу і дерева площею 20 м² |            |
| Лоосова вілла                               | Прага 6, Над Градною водоймою, 14/642                                | http://www.mullerovavila.cz                                                                        | Вілла[недоступне посилання з липня 2019] була побудована в 1928—1930 роках, як житловий будинок для пана Френсіса Мюллера. Автор — архітектор Адольф Лоос. Пам'ятник архітектури національного значення. Експозиція музею присвячена творчості А. Лооса.                                                                                       |            |
| Підскальська митниця «На Витоні»            | Прага 2, наб. Рашина, 30/412                                         | | Постійна експозиція: Історія зникнувшого району Підскалі. Плоти і човни на Влтаві — вантажний водний транспорт і історія празького пасажирського пароходного сполучення |            |
| Бертрамка                                   | Прага 5, вул. Моцарта, 169                                           | https://web.archive.org/web/20140430080002/http://www.bertramka.cz/                                | Садиба другої половини 17 століття, де під час своїх візитів до Праги в 1787 і 1791 роках зупинявся В. А. Моцарт. Тут закінчив оперу «Дон Жуан». |            |
| Музей прикладного мистецтва                 | Прага 1, вул. 17 листопада, 2                                        | http://www.upm.cz [Архівовано 11 квітня 2022 у Wayback Machine.]                                   | Експозиція текстилю і моди, прикладної графіки і фотографії, скла, порцеляни і кераміки, металів та інших матеріалів з античних часів по 20 століття. |            |
| Музей Кампа                                 | Прага 1, вул. У Совового млина, 503                                  | http://www.museumkampa.cz [Архівовано 28 березня 2022 у Wayback Machine.]                          | Музей образотворчого мистецтва — витвори художників 20 століття і колекції Яна і Меди Младкових. Відкритий після великої реконструкції восени 2003 року. Постійна експозиція: Францишек Купка; Отто Гутфрейнд; сучасне мистецтво Центральної Європи.                                                                                           |            |
| Педагогічний музей Я. А. Коменського        | Прага 1, вул. Вандельштейнська, 20                                   | https://web.archive.org/web/20120406132324/http://www.pmjak.cz/                                    | Постійна експозиція: Ян Коменський і чеська школа. |            |
| Музей Карлового Моста                       | Прага 1, вул. Крижовницька, 3                                        | http://www.muzeumkarlovamostu.cz [Архівовано 27 березня 2021 у Wayback Machine.]                   | Постійна експозиція: Історія і значення Карлового моста. |            |
| Музей Альфонса Мухи                         | Прага 1, вул. Панська, 7                                             | http://www.mucha.cz [Архівовано 1 серпня 2017 у Wayback Machine.]                                  | Постійна експозиція: Творчість Альфонса Мухи, одного з найвідоміших засновників стилю модерн. |            |
| Експозиція Франка Кафки                     | Прага 1, площа Ф. Кафки                                              | | Зал присвячений пам'яті, життю і творчості Франца Кафки. |            |
| Музей Франца Кафки                          | Прага 1, вул. Цігельна, 2б                                           | http://www.kafkamuseum.cz [Архівовано 20 квітня 2022 у Wayback Machine.]                           | Постійна експозиція: Життя і творчість Ф. Кафки в документах (фотографії, рукописи, щоденники, листування, перші видання творів Кафки, аудіо-відеоматеріали, музика). |            |
| Національний технічний музей                | Прага 1, вул. Костельні, 42                                          | http://www.ntm.cz [Архівовано 11 квітня 2022 у Wayback Machine.]                                   | Постійна експозиція: Транспорт (дорожний, авіаційний, залізничний і водний). Астрономія. Вимірювання часу. Інтеркамера (історія фото і кінотехніки). Металургія. Експозиція акустики і екології шуму. Гірнича справа (копальня і вугільна шахта). Розвиток техніки електрозв'язку.                                                             |            |
| Музей міського транспорту                   | Прага 6, вул. Паточкова, 4                                           | http://www.dpp.cz [Архівовано 13 серпня 2007 у Wayback Machine.]                                   | Постійна експозиція: Колекція рухомого складу — унікальне зібрання засобів громадського транспорту з 1886 року по теперішній час. |            |
| Поштовий музей                              | Прага 1, вул. Нові Млини, 2                                          | http://www.cpost.cz [Архівовано 2 грудня 1998 у Wayback Machine.]                                  | Постійна експозиція: Поштові марки Чехословаччини, Чехії, Європи і США. |            |
| Цінності колекцій Лобковиців                | Прага 1, вул. Йірська, 3                                             | http://www.lobkowiczevents.cz [Архівовано 1 квітня 2021 у Wayback Machine.]                        | Постійна експозиція: Художні предмети із приватних колекцій сім'ї Лобковиців. |            |
| Музей армії                                 | Прага 3, вул. У Пам'ятника, 2                                        | http://www.vhu.cz [Архівовано 24 квітня 2022 у Wayback Machine.]                                   | Постійна експозиція: Історія чехословацької армії і опору в 1914—1945 роках. |            |
| Музей авіації                               | Прага 9, аеропорт Кбели                                              | http://www.militarymuseum.cz [Архівовано 26 березня 2022 у Wayback Machine.]                       | Постійна експозиція: Історична і сучасна авіаційна техніка. |            |
| Національний пам'ятник героїв «Гайдріхіади» | Православний храм святих Кирила і Мефодія. Прага 2, вул. Ресслова, 9 | https://web.archive.org/web/20081025110709/http://www.pravoslavnacirkev.cz/pamatnik.htm            | Постійна експозиція: Підземна крипта — місце схову і бою чехословацьких парашутистів, що здійснили замах на Р. Гайдріха. |            |
| Музей поліції                               | Прага 2, вул. Ке Карлову, 1                                          | | Постійна експозиція: Історія виникнення, розвиток і діяльність підрозділів і корпусів, що діяли в області забезпечення безпеки на території ЧР, криміналістика і карні справи, виставка зброї. |            |
| Музей комунізму                             | Прага 1, вул. На Прикопі, 10                                         | http://www.muzeumkomunismu.cz [Архівовано 14 червня 2017 у Wayback Machine.]                       | Постійна експозиція: «Мрії, реальність і нічний жах комунізму» — нагадує про минулий політичний режим Чехословаччини. |            |
| Музей звукових машин і пристроїв            | Прага 1, Градчанська площа, 8                                        | http://www.orchestriony.cz [Архівовано 5 квітня 2022 у Wayback Machine.]                           | Постійна експозиція: Поліфони, інтони, звукові пристрої, фонографи, граммофони, оркестіони, шарманки, демонстрація музики. |            |
| Музей ляльок                                | Прага 1, вул. Карлова, 44                                            | http://www.puppetart.com [Архівовано 6 квітня 2022 у Wayback Machine.]                             | Постійна експозиція: Історичний розвиток культури виготовлення ляльок в чеських землях з першої половини 17 століття до першої половини 20 століття. Чеське традиційне й сучасне мистецтво лялькарів; світорі традиції у виготовленні ляльок; маріонетки із зібраннь чеських майстрів-різьбярів.                                               |            |
| Музей іграшок                               | Прага 1, вул. Йірська, Празький град                                 | | Постійна експозиція: Історичні іграшки з усього світу із 18, 19, 20 століть. Велика кількість ляльок Барбі. |            |
| Музей воскових фігур                        | Прага 1, вул Мелантрічова, 5                                         | http://www.waxmuseumprague.cz [Архівовано 30 грудня 2021 у Wayback Machine.]                       | Постійна експозиція: Експозиція чеських і світових особистостей із області культури, політики і спорту. |            |
| Музей пивоваріння «У Флеку»                 | Прага 1, вул. Кременкова, 11                                         | http://www.ufleku.cz [Архівовано 2 листопада 2019 у Wayback Machine.]                              | Постійна експозиція: Історія виробництва пива в Празі. |            |
| Єврейський музей                            | Прага 1, вул. У Старої школи, 1                                      | http://www.zidovskemuzeum.cz [Архівовано 22 грудня 2014 у Wayback Machine.]                        | У веденні Єврейського музею знаходяться: Майселова синагога, Іспанська синагога, Пінкасова синагога, Старе єврейське кладовище, Клаусова синагога, Церемоніальний будинок (будівля празького Похоронного братерства) і Єврейське кладовище в празькому кварталі Жіжков.                                                                        |            |